# X Window System

Grafikus felhasználói felület réteges sémája

Az X-szerver vagy a Wayland compositor a grafikus középpontja

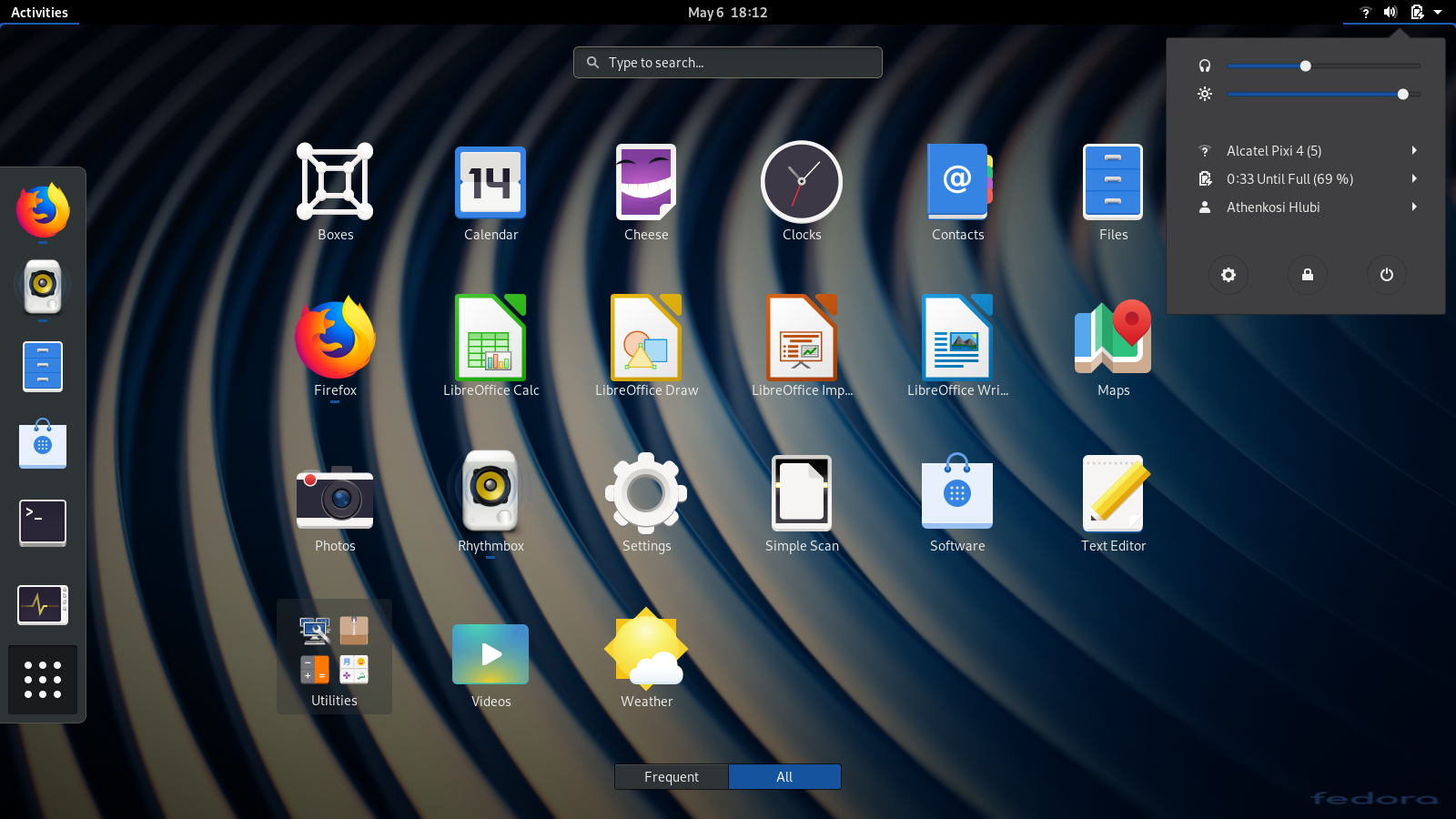
GNOME Grafikus felhasználói felülete

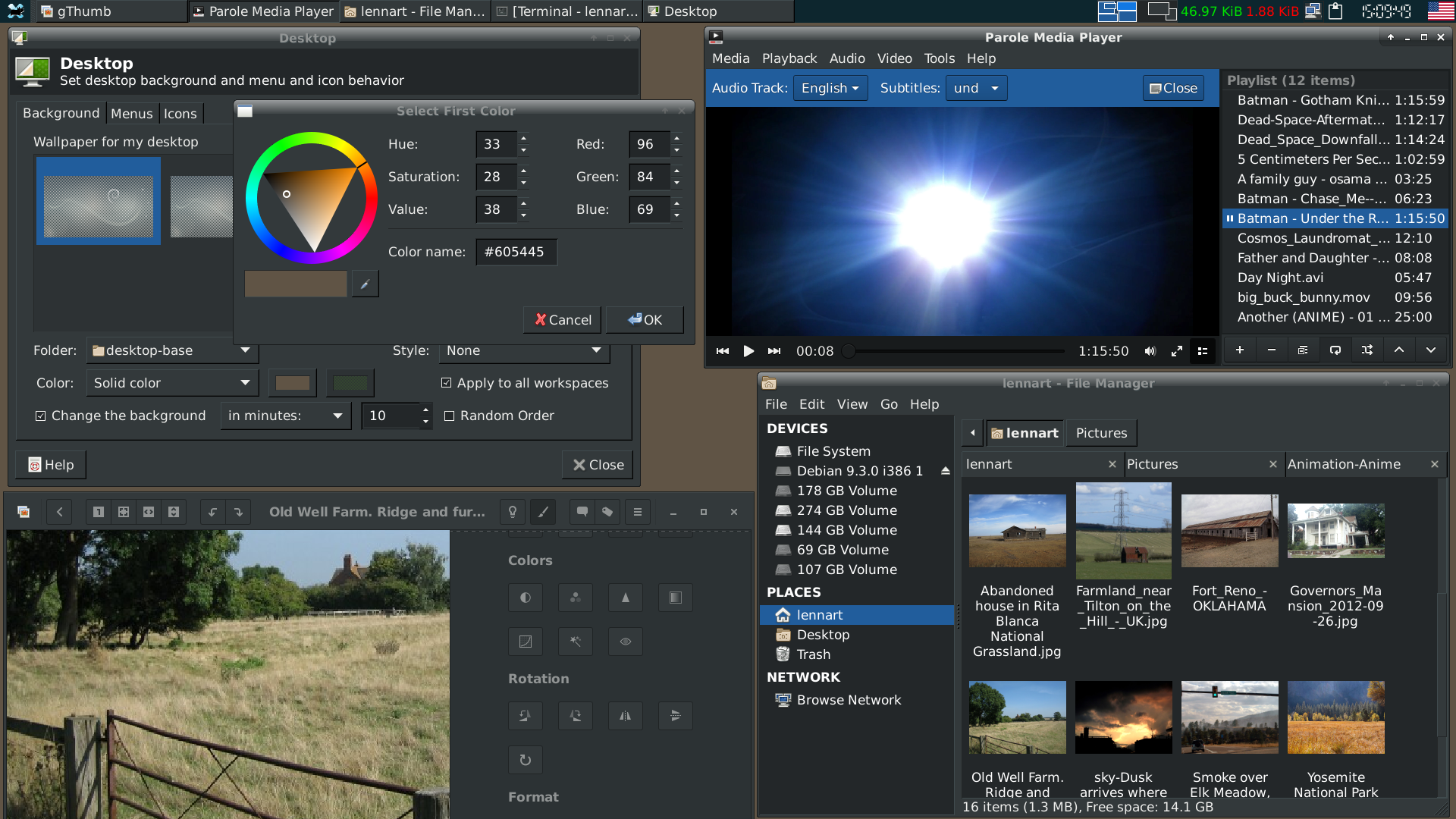
Xfce 4.12 Grafikus felhasználói felülete

X szerver és az X kliens

Az X Window System (röviden X11 vagy X) egy hálózati és megjelenítési protokoll, amely lehetővé teszi az ablakkezelést a bitmap megjelenítőkön. Tartalmazza azt a standard eszköztárat és protokollt is, mellyel GUI-kat hozhatunk létre Unix-szerű operációs rendszereken és OpenVMS-ben, és majdnem minden modern operációs rendszer támogatja.
Az X biztosítja az alapvető keretrendszert GUI környezetek építéséhez:
- ablakok kirajzolása és mozgatása a képernyőn, együttműködés az egérrel és/vagy billentyűzettel
- az X maga nem rendelkezik a felhasználói felületről – azt egyedi kliens programok kezelik.
- így az X alapú környezetek vizuális stílusai nagyon változatosak; a különböző programok gyökeresen különböző felületeket jeleníthetnek meg.

Az X jellegzetessége a hálózati nyíltság: az alkalmazást futtató gép (a kliens alkalmazás) különbözhet a felhasználó helyi gépétől (a megjelenítő kiszolgáló).

## Külső hivatkozások
| - X.Org Foundation (Official Website) - The X Window System: A Brief Introduction - Window managers for X. - The State of Linux Graphics (Jon Smirl, 30 August 2005) - Writing a Graphics Device Driver and DDX for the DIGITAL UNIX X Server - Kenton Lee: Technical X Window System and Motif WWW SitesArchiválva 2011. augusztus 26-i dátummal a Wayback Machine-ben - RFC 1198 – FYI on the X Window System | |
| | Ez a szabad szoftverekkel kapcsolatos lap egyelőre csonk (erősen hiányos). Segíts te is, hogy igazi szócikk lehessen belőle! |